# Pyroraptor
Pyroraptor é um género de dinossauros dromeossaurídeos do final do Período Cretáceo na França. É conhecido a partir de um único espécime. Foi encontrado em 1992 no sul da França, na Provença, é conhecido apenas por alguns ossos. Foi nomeado Pyroraptor olympius por Allain e Taquet em 2000. O nome significa "ladrão de fogo olímpico", porque seus restos foram descobertos depois de um incêndio florestal. O espécime tipo consiste nas garras do pé, assim como os dentes fossilizados, braço e vértebras. Viveu durante o final do Campaniano e início do Maastrichtiano, estágios da fauna do Cretáceo, há cerca de 70.6 milhões de anos.

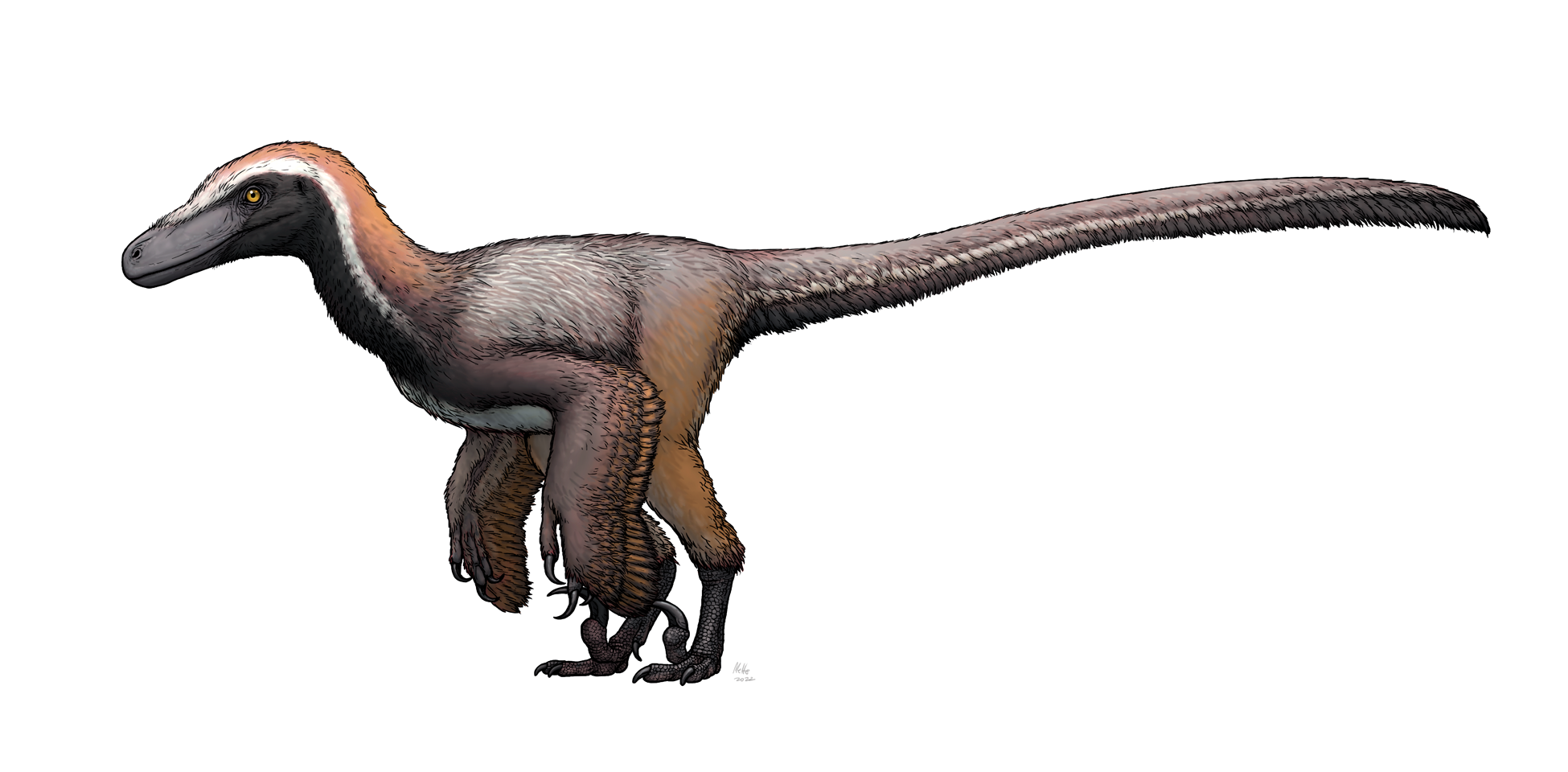
Ilustração do Pyroraptor
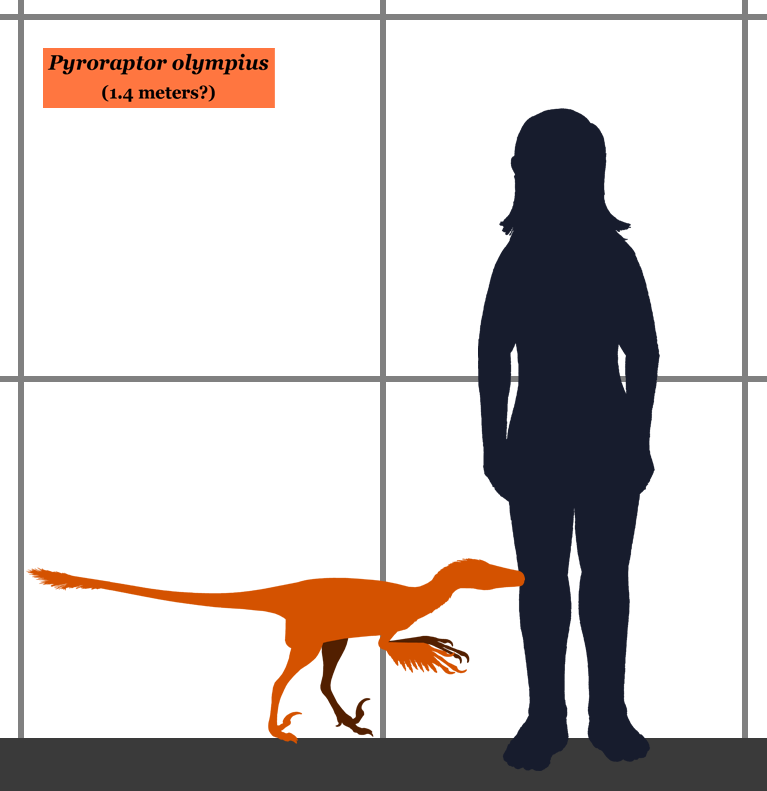
Tamanho estimado em relação ao ser humano.

## Descrição
Pyroraptor era um dromeossaurídeo, que possuía garras curvadas ampliadas no segundo dedo de cada pé. No Pyroraptor, as garras possuiam 6,5 centímetros de comprimento. Como em outros dromeossaurídeos, as garras podem ter sido usados como armas ou como auxiliares de escalada. Como um dromeossaurídeo, o Pyroraptor provavelmente tinha desenvolvido suas patas dianteiras com as garras curvadas e provavelmente, equilibrava o corpo com uma fina e longa cauda. Os cientistas especulam que Pyroraptor era coberto de penas, como muitos de seus parentes, como o Microraptor e o Sinornithosaurus, que possuiam penas.

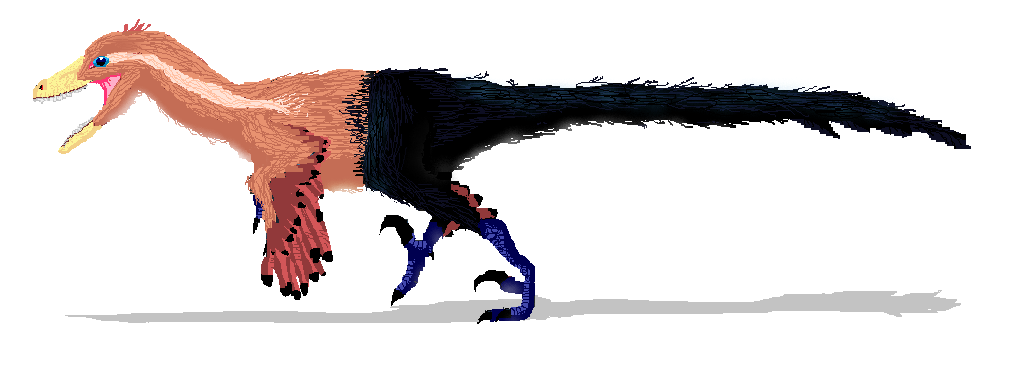
Representação do Pyroraptor, se baseando em sua descrição mais comum.

O Pyroraptor era conhecido por ser um paciente predador e seu estilo de caça seria semelhante aos dos leopardos atuais, onde ele subia em um lugar alto como um morro, e pulava em suas presas atacando violentamente para poder acabar com a vida delas rápido.

## Alimentação
As presas do Pyroraptor iam desde pequenos lagartos, insetos, mamíferos até filhotes de crocodilianos. Seu jeito de atacar era aguardando pacientemente no alto de uma árvore ou morro e atacando quando sua presa estivesse distráida.

## Reprodução
Os Pyroraptors, de acordo com os cientistas e paleontólogos, tinham um ritual de acasalamento baseado nas aves do paraíso, onde o macho que é mais colorido usaria suas cores para atrair as fêmeas menos coloridas. Os Pyroraptors fêmeas botavam de 3 à 9 ovos que chocavam entre 2 e 3 semanas. Os filhotes nasciam com penas e dentes e podiam andar nos primeiros dias de vida.